# マリオパーティ ふしぎのチャレンジワールド
『マリオパーティ ふしぎのチャレンジワールド』は、カプコンが開発・発売した中型メダルゲーム。

## 概要
ふしぎのコロコロキャッチャー2までと異なり、ベットゲームになったマリオパーティシリーズのメダルゲーム。2016年に稼働が開始したが、稼働時期にもかかわらず原作は『マリオパーティ9』である。ただし、画質は720p相当になっている。センター側にプロジェクターが一機搭載されており、クルーン抽選とプロジェクターからの投影によって抽選が行われる。今作のみ100円投入口が新しく追加され、100円を投入することで後述する一部ゲームモードで使用できるサイコロを獲得でき、メダル貸し出しに100円を使用しない場合は「エクストラチャンス」に挑戦できる。

## ベットゲーム
基本のゲームモード。ベットゲームでサイコロを獲得して画面上部のスゴロクを進め続けることでJPCへ挑戦できるチャンスが増加する。
ボールは、クルーン上に存在する20個のポケットに向かって発射される。ポケットには「マリオ」、「ルイージ」、「ピーチ」、「ヨッシー」、または「ハテナポケット」のロゴが入っており、ポケットにボールが入るたびに、そのポケットが「クッパポケット」に変化し、そのポケットに再びボールが入ると一ゲームが終了してしまう。そのため、最低ゲーム数は3である（1球目はクッパポケットが出現しないため）。8球目以降にクルーンの内側の「チャンスポケット」が解放され（+3ポケット）、そのポケットにボールが入ると一度のみクッパポケットはすべて消滅し、チャンスポケットは物理的に塞がってボールが入らなくなる。そのため、最長ゲーム数は20+1+20の41ゲームになる（ベットゲームのターン数は40）。ハテナポケットはマリオ、ルイージ、ピーチ、ヨッシー全部のスートをいっぺんに獲得する扱いとなる。ベット直後にサイコロがもらえるかどうかの内部抽選が行われ、もらえる場合はすぐに獲得できる。ベットゲーム中にもサイコロを獲得できるタイミングも存在。また、大量にベットすると、実際に当選する配当に倍率が追加されることがある。ポケットのアイコンの並び方はたまに通常と異なるものに変更されることがある。センターポケットにボールが入ってもボールは内部に回収されず、センターポケットが閉じる時に排出機構で物理的に取り出される。

### クッパにベット
四ゲーム以内にゲームが終了した場合にのみ配当を獲得できる。

### プクプクをつり上げろ！
四名（マリオ、ルイージ、ピーチ、ヨッシー）がポケットに入ったキャラでひたすら魚釣り（大サイズ、または小サイズのプクプクを釣り上げる）を行う。プクプクは複数登場する場合もあり、最終的に釣ったプクプクの数で配当が確定する。

### 青空トランポリン
四名のどれかにポケットが入ると、空に浮かびながら移動する配当を四名のそれぞれがジャンプして獲得する。さらに文字の書かれたアイテムを五つ取得すれば「FEVERモード」に突入できる。「ラッキーキャラクター」に指定された人物は移動しない風船の中にFEVERモードに進むためのアイテムを次にポケットが入ったときに確定で取得できる状態になる。一ゲームで28個以上の風船を破壊すれば風船の合計破壊数を次のゲームに保留でき、合計破壊数が500になると特殊な配当を獲得できる。

### シャッフルビンゴ
三球（オールビンゴチャンス中は一球）で9マスのビンゴを埋める。四名のロゴのラインがそろうと配当獲得となる。ハテナポケットはフリーマスになる。ゲーム中にラインの位置を追加ベットでシャッフルすることが可能。三ラインの配当を獲得するとオールビンゴチャンスに突入し、3ラウンド以内のみ一マスのキャラに一球で8ラインのビンゴラインを一致させることが可能な状態になる。

### 3ボールパズル
64個の四色ボールが並ぶマス目状で、ポケットに入ったキャラが描かれたボールを消してボールを三個以上集めて消していき、その時に発生した合計連鎖数で配当を決定する。連鎖中にボールは補充されない。ハテナブロックやサイコロアイテムは最後のラインまでアイテムを落とすことで獲得となる。

### 砂漠の落とし穴
16マスの砂漠ブロックの外渕にいる四名が横ライン、縦ラインに色を付けていく。その過程で、一ラウンド前に色を付けたラインと現在のラウンドで色を付けたラインが交差したマスの上に配当があれば、それを獲得できる。ただし、何の配当やアイテムもおかれていないブロックも存在。まれに全部のブロックマスを削除できた場合は、メダルまたはクッパJr.（後述のトリデゲームへ突入）しか存在しないマスが再生成される。

### メカクッパからにげろ！
最も上級者向けのゲーム。四名がそれぞれ四つの扉の前で待機する。ポケット獲得時に該当する扉の先に移動するが、クッパマスでゲームが中断すればその場で配当0枚が確定してゲームが終了する。配当が確定した場合でもゲームは終了する。進んだステージの数で配当が増加するが、実際に配当を受け取るには「ゴール」と書かれた扉に行く必要がある。

### ラッキーチャレンジ
誰かのプレイヤーがベットゲーム内で隠し条件を満たすと発動する。ベットを行い、センターポケットが解放されっぱなしの状態で一ゲームを消費する。四名に該当するポケットにボールが入ると海から上方向に上昇しようとする。最後のマスまで上昇するとベットに応じた配当がもらえる。センターポケットは四名のゴール時の配当を増加させる効果がある。

## すごろく・トリデバトル・ボスバトル
ベットゲームで獲得したサイコロ（出目は1~6)で99マスのすごろくのゴールにたどり着くことにより、JPCへ突入するためにハナチャンを倒すことのできる「ボスバトル」に挑戦できる。すごろくでたまに出現するブロックを破壊すれば少額のメダルを獲得できる。
すごろくには途中に2つ「トリデ」が存在するマスがある。そこに到達した場合は一ゲーム中にこれ以上サイコロを使用できなくなる。砦に到達した次のゲームの開始前になると、メダルを受け取るか、クッパJr.が登場してトリデゲームを開始してくる。トリデゲームは、当選した次のラウンド時に四名のうち二名のポケットでどちらが多く入るかを勝負する内容である。このゲームに勝利した場合はメダル100枚がもらえ、次のゲームでベットした金額の10%が還元される。
スゴロクのゴールに到達すると、次のゲームでボスバトルが開始される。ボスバトル中はハナチャンがクルーンの外渕を移動するようになるので、四名が該当するポケットに入るたびにハナチャンに攻撃する。ハテナブロックは通常よりも高い威力で攻撃できる。つまりゲームが一定ラウンド続くことがボスバトル勝利の条件といえる。ボスバトルに勝利すると次のゲームがJPCになる。ボスバトル成功後のラウンドはクルーンの背景が桜のような形状になり、bgmも変更される。

## ジャックポットチャンス・プレミアムゲーム
ボスバトル成功後は「DREAM JP」を獲得するために、ジャックポットチャンスに突入する。(JPはステーションごとにたまるプログレッシブであり、JPの貯まった値に応じてJPの前に付く表記が変更される。）ジャックポットチャンス中はセンターポケットが常時開放され、30球発射されるうちに20個全部のポケットを埋めるとJP扱いとなる。条件はかなり厳しめとなっているが、センターポケットにボールが入ると球数が5個追加されるので、最大45球（センターポケットの分を除外すると最大42球）となる。JP当選時はふしぎのコロコロキャッチャー2のbgmが流れる。JPCに失敗した場合でも配当はもらえる。（ボスバトル失敗時はなにも貰えない。）
JPに当選した後は当選したプレイヤー、およびJPC直前にプレミアムゲームにベットしたプレイヤーで「プレミアムゲーム」が行われる。ルールは簡単で、一定時間内に画面のボタンを連打し続けると、たまに配当をもらうことが可能な内容である。

## 備考
- 筐体の幕にキノピオ、デイジーなどが描かれているが、ゲーム本編では3Dモデルとして全く登場しない。そのかわり、センタープロジェクター側ではドンキーコング、モック、モンテ族、キャサリン、ヘイホー、カメック、ワンワンなどが常時登場する。
- エコモードが実装されている。これはカプコンのメダルゲームとしては事実上最後の作品になるモンスターハンター メダルハンティング Gも同様。
- 2023年時点で、今作は事実上最後のマリオシリーズのメダルゲームとなった。これはカプコンが2018~2019年ごろにアーケード部門を完全な意味で店じまいしたことが原因である。ただし、マリオカート アーケードグランプリDXは2023年7月ごろに大規模な筐体換装が行われている。また、任天堂のメダルゲームの最新作としてはポケモンコロガリーナになる。（2023年現在）